# Game Boy Camera

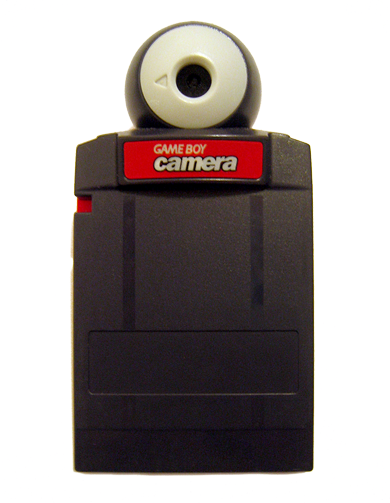
Uma Game Boy Camera.'

A Game Boy Camera é um acessório utilizado pela Game Boy para fotos monocromáticas. Com o auxílio da Game Boy Printer é possível imprimir as fotos em papel adesivo. Através do transfer pack acoplado ao controle do Nintendo 64, pode-se passar as fotos tiradas do rosto para colocar em personagens de jogos.

## História

### Surpresa controversa
Tal acessório possui um segredo 
peculiar, a qual Nintendo e a Jupiter Corporation nunca divulgaram sobre: caso o botão RUN fosse clicado várias vezes, alguns rostos com expressões estranhas e rabiscadas apareciam com as seguintes frases: "Do que você está correndo?" ou "Não seja tão bobinho!".
É possível encontrar mais rostos na versão japonesa (conhecida como GB PocketCamera) que aparecem em várias ocasiões, com algumas frases como: "Produzindo anime".